# Glanów (gromada)
Glanów (od 29 II 1956 Sucha) – dawna gromada, czyli najmniejsza jednostka podziału terytorialnego Polskiej Rzeczypospolitej Ludowej w latach 1954–1972.
Gromady, z gromadzkimi radami narodowymi (GRN) jako organami władzy najniższego stopnia na wsi, funkcjonowały od reformy reorganizującej administrację wiejską przeprowadzonej jesienią 1954 do momentu ich zniesienia z dniem 1 stycznia 1973, tym samym wypierając organizację gminną w latach 1954–1972.
Gromadę Glanów z siedzibą GRN w Glanowie utworzono – jako jedną z 8759 gromad na obszarze Polski – w powiecie olkuskim w woj. krakowskim, na mocy uchwały nr 28/IV/54 WRN w Krakowie z dnia 6 października 1954. W skład jednostki weszły obszary dotychczasowych gromad Sucha, Glanów, Podchybie i Porąbka ze zniesionej gminy Jangrot w tymże powiecie. Dla gromady ustalono 18 członków gromadzkiej rady narodowej.
Gromadę Glanów zniesiono 29 lutego 1956 w związku z przeniesieniem siedziby GRN z Glanowa do Suchej i przemianowaniem jednostki na gromada Sucha.